# William John Little
William John Little (ur. 6 sierpnia 1810 w Londynie, zm. 7 lipca 1894) – angielski chirurg.
Jako pierwszy na świecie zoperował stopę końsko-szpotawą. W 1862 opisał występujące w pierwszych miesiącach życia kurczowe porażenie – powstałe na skutek przedłużającego się porodu. W 1839 napisał rozprawę o stopie koślawej i podobnych zniekształceniach, a w 1853 książkę o leczeniu zniekształceń ludzkiego szkieletu.